# Pena de muerte por ahogamiento

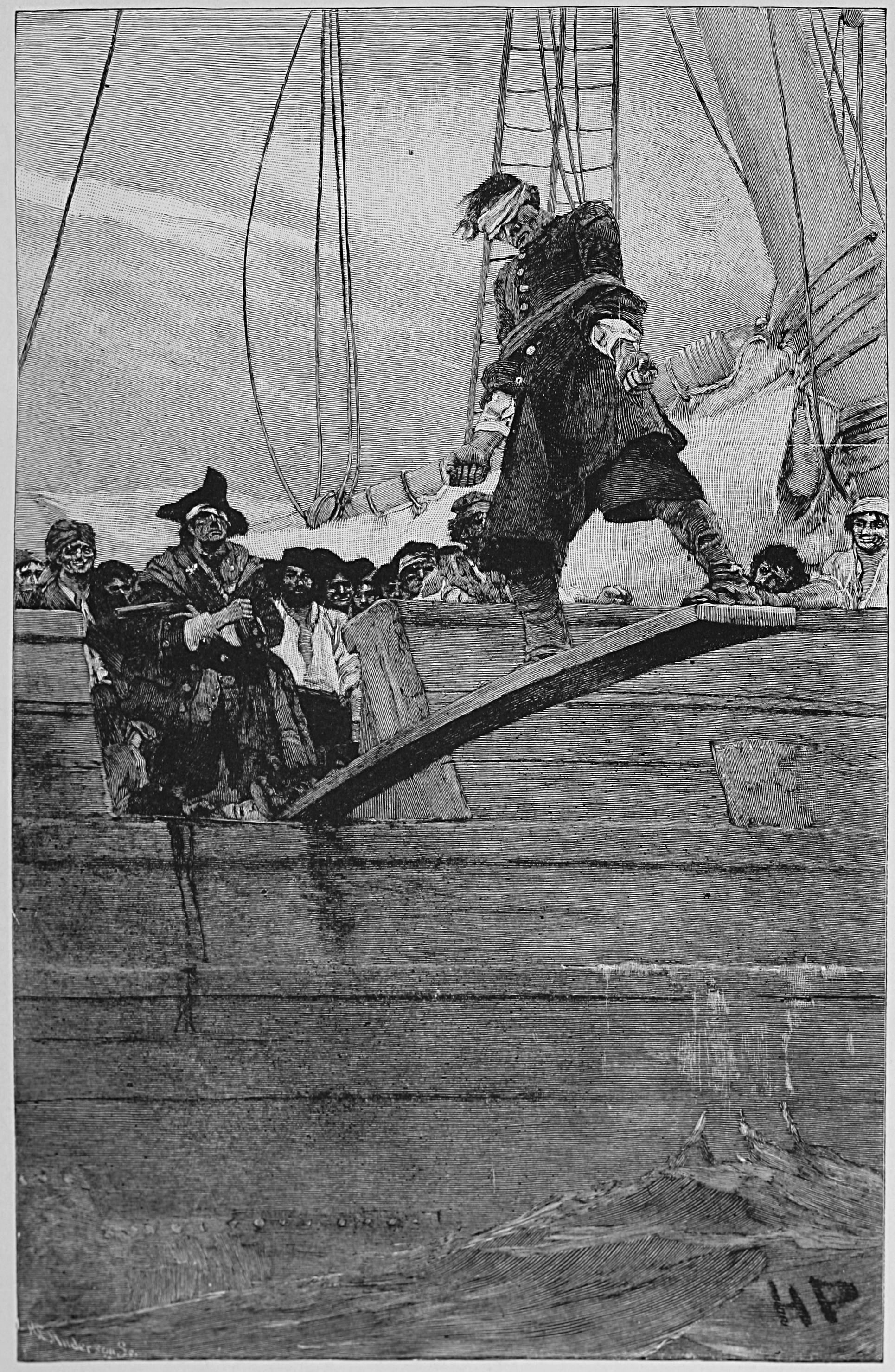
Caminar por el tablón (Howard Pyle, a principios del)

La pena de muerte por ahogamiento se entiende a la muerte de los condenados por asfixia en el agua. 

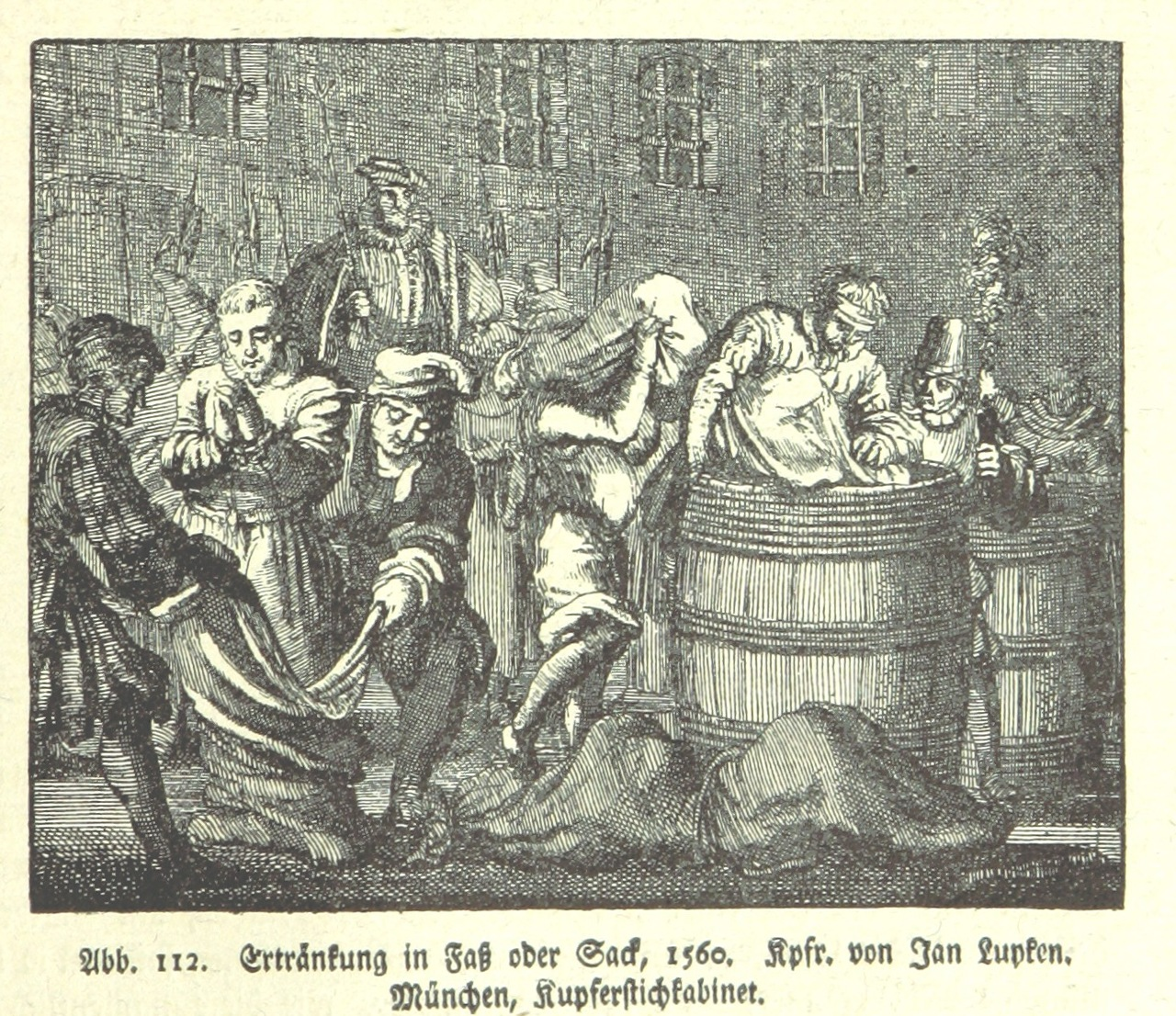
Se ahogan en barril o saco, 1560

Hay varias variantes, por ejemplo, Poena Cullei, en el que el condenado, en un saco de cuero cosido,era  arrojado al agua. En otras, el condenado era atado y luego arrojado al agua, donde con barras se le hundía debajo de la superficie del agua.
En Alta Mar, era común atar a las piernas del condenado una vieja ancla o barras de hierro y, a continuación, echarlo por la borda. Se supone que el pirata Edward Teach, más conocido como Barbanegra, era el método que utilizaba.